# Discographie de King Crimson
Cet article détaille la discographie du groupe de rock progressif King Crimson.

## Albums

### Albums studio
| Date de sortie    | Titre                            | Label           | Classement  | Classement |
| Date de sortie    | Titre                            | Label           | Royaume-Uni | États-Unis |
| ----------------- | -------------------------------- | --------------- | ----------- | ---------- |
| 10 octobre 1969   | In the Court of the Crimson King | Island          | 5           | 28         |
| 15 mai 1970       | In the Wake of Poseidon          | Island          | 4           | 31         |
| 11 décembre 1970  | Lizard                           | Island          | 29          | 113        |
| 3 décembre 1971   | Islands                          | Island          | 30          | 76         |
| 23 mars 1973      | Larks' Tongues in Aspic          | Island          | 20          | 61         |
| 29 mars 1974      | Starless and Bible Black         | Island          | 28          | 64         |
| 5 octobre 1974    | Red                              | Island          | 45          | 66         |
| 22 septembre 1981 | Discipline                       | E.G.            | 41          | 45         |
| 18 juin 1982      | Beat                             | E.G.            | 39          | 52         |
| 27 mars 1984      | Three of a Perfect Pair          | E.G.            | 30          | 58         |
| 25 avril 1995     | THRAK                            | DGM / Virgin    | 58          | 83         |
| 23 mai 2000       | the construKction of light       | DGM / Virgin    | 129         | —          |
| 4 mars 2003       | The Power to Believe             | DGM / Sanctuary | 162         | 150        |

### Albums en concert
| Date de sortie   | Titre                                            | Label  | Date d'enregistrement           | Classement  | Classement |
| Date de sortie   | Titre                                            | Label  | Date d'enregistrement           | Royaume-Uni | États-Unis |
| ---------------- | ------------------------------------------------ | ------ | ------------------------------- | ----------- | ---------- |
| 9 juin 1972      | Earthbound                                       | Island | février-mars 1972               | —           | —          |
| 3 mai 1975       | USA                                              | Island | juin 1974                       | —           | 125        |
| 30 octobre 1992  | The Great Deceiver                               | E.G.   | octobre 1973 – juin 1974        | —           | —          |
| 22 août 1995     | B'Boom: Live in Argentina                        | DGM    | octobre 1994                    | —           | —          |
| 21 mai 1996      | THRaKaTTaK                                       | DGM    | octobre-novembre 1995           | —           | —          |
| 1997             | Epitaph                                          | DGM    | mai-décembre 1969               | —           | —          |
| 1997             | The Night Watch                                  | DGM    | 23 novembre 1973                | —           | —          |
| 23 juin 1998     | Absent Lovers: Live in Montreal                  | DGM    | 11 juillet 1984                 | —           | —          |
| 1999             | Live in Mexico City                              | DGM    | août 1996                       | —           | —          |
| 26 octobre 1999  | The ProjeKcts                                    | DGM    | 1997-1999                       | —           | —          |
| décembre 2000    | Heavy ConstruKction                              | DGM    | mai-juillet 2000                | —           | —          |
| 13 novembre 2001 | Vrooom Vrooom                                    | DGM    | juin 1995 – août 1996           | —           | —          |
| 12 novembre 2002 | Ladies of the Road                               | DGM    | 1971-1972                       | —           | —          |
| 2003             | EleKtrik: Live in Japan                          | DGM    | 16 avril 2003                   | —           | —          |
| janvier 2015     | Live at the Orpheum                              | DGM    | 30 septembre – 1er octobre 2014 | —           | —          |
| 29 février 2016  | Live in Toronto                                  | DGM    | 20 novembre 2015                | —           | —          |
| 2 septembre 2016 | Radical Action to Unseat the Hold of Monkey Mind | DGM    | 2015                            | —           | —          |

### Compilations / Rééditions
- 1976 : A Young Person's Guide to King Crimson (2 disques)
- 1986 : The Compact King Crimson
- 1991 : Heartbeat: The Abbreviated King Crimson
- 1991 : Frame by Frame: The Essential King Crimson (4 CD)
- 1993 : Sleepless: The Concise King Crimson
- 1999 : Cirkus: The Young Persons' Guide to King Crimson Live (en concert)
- 1999 : The Deception of the Thrush: A Beginners' Guide to ProjeKcts
- 2000 : The Beginners' Guide to the King Crimson Collectors' Club (en concert)
- 2003 : The Power to Believe Tour Box (en concert)
- 2004 : The 21st Century Guide to King Crimson - Volume One - 1969-1974
- 2005 : The 21st Century Guide to King Crimson - Vol. 2 - 1981-2003
- 2006 : The Condensed 21st Century Guide to King Crimson
- 2014 : The Elements of King Crimson
- 2020 : The Court of the Crimson King - The Complete 1969 (Coffret 26 disques numériques inclus l'album original, Live, versions alternatives, instrumentaux, pré-enregistrements 1968, BBC Sessions, ...)

## Singles et maxis
- 1969 : The Court of the Crimson King — #80 U.S.[3]
- 1970 : Cat Food
- 1973 : Atlantic Sampler (promotionnel)
- 1974 : The Night Watch
- 1976 : Epitaph
- 1981 : Matte Kudasai
- 1981 : Elephant Talk
- 1981 : Thela Hun Ginjeet
- 1982 : Heartbeat
- 1984 : Three of a Perfect Pair
- 1984 : Sleepless — #79 UK
- 1994 : VROOOM (maxi)
- 1995 : Dinosaur
- 1995 : People
- 1995 : Sex Sleep Eat Drink Dream
- 2001 : Level Five (maxi)
- 2002 : Happy with What You Have to Be Happy With (maxi)

## The King Crimson Collectors' Club
Le King Crimson Collectors' Club constituait un modèle inédit d'édition, selon lequel les fans « s'abonnaient » par avance pour six albums. L'argent recueilli était utilisé par Discipline Global Mobile et Tone Probe pour étudier les archives du groupe et restaurer les bandes à un niveau de qualité acceptable. Il se révéla cependant un échec financier et fut abandonné.

## DGM Live
Les nouvelles parutions dans la lignée du Collector's Club sont mises à disposition sur DGM Live, le site de Discipline Global Mobile. Les albums coûtent généralement 9,95 dollars en mp3 et 12,95 dollars en flac. On y trouve de nombreux albums live de King Crimson et Robert Fripp, ainsi que quelques éléments enregistrés en studio inédits.

## Vidéos
- 1984 : The Noise: Frejus (VHS, enregistré en 1982)
- 1984 : Three of a Perfect Pair: Live in Japan (VHS, LD, enregistré en 1984)
- 1996 : Live in Japan (VHS, enregistré en 1995)
- 1999 : Déjà Vrooom (DVD, enregistré en 1995)
- 2003 : Eyes Wide Open (DVD, enregistré en 2000 & 2003)
- 2004 : Neal and Jack and Me (DVD, enregistré en 1982 & 1984)
- 2009 : King Crimson in Concert, Tokyo 1995 (DVD, enregistré en 1995)